# 774 Армор
774 А́рмор (1913 TW, 1955 SW2, A896 RA, A908 YH, A910 CJ, 774 Armor) — астероїд головного поясу, відкритий 19 грудня 1913 року.
Тіссеранів параметр щодо Юпітера — 3,209.